# I Wanna Sex You Up
«I Wanna Sex You Up» es un sencillo de Color Me Badd del álbum New Jack City, lanzado al mercado el 2 de marzo de 1991 bajo el sello discográfico Giant Records.

## Información de la canción
La canción pasó tres semanas en el número uno en la lista de sencillos del Reino Unido y alcanzó el número dos en el Billboard Hot 100. Fue el décimo sencillo más vendido de 1991 en el Reino Unido. Una versión alterna también apareció en la Nueva banda sonora de Jack City, y en 1992 la canción ganó en los Premios Soul Train Music las categorías de Mejor R & B/Soul individual, grupo, banda o dúo y el Soul Train Music Award a la Mejor canción R & B Soul/del Año. El "tic tac del corazón ya no se detienen" soundbite se realiza un muestreo de Doug E. Fresh, "La Di Da Di".La línea de bajo y el "yo te conozco, no voy a cantar esa canción!" cita histórica son la muestra de Betty Wright "Tonight is the Night." El coro es la melodía de la canción de los hermanos Johnson "Strawberry Letter 23 El coro es la melodía de la canción de los hermanos Johnson "Strawberry Letter 23". La canción también se clasificó en el puesto # 40 en la lista de Blender de los "50 peores canciones de la historia"  y en VH1 "100 Grandes Canciones de los 90s".

## Canciones
7" sencillo
1. «I Wanna Sex You Up» (master mix) — 4:05
2. «I Wanna Sex You Up» (smoothed out mix) — 3:38

12" maxisencillo
1. «I Wanna Sex You Up» (smoothed out mix) — 3:38
2. «I Wanna Sex You Up» (smoothed out - long version) — 5:13
3. «I Wanna Sex You Up» (instrumental) — 4:04
4. «I Wanna Sex You Up» (master mix) — 4:05
5. «I Wanna Sex You Up» (freeze mix) — 4:06

CD maxisencillo
1. «I Wanna Sex You Up» (smoothed out mix) — 3:39
2. «I Wanna Sex You Up» (smoothed out mix - long version) — 5:14
3. «I Wanna Sex You Up» (Instrumental) — 4:04
4. «I Wanna Sex You Up» (master mix) — 4:05
5. «I Wanna Sex You Up» (freeze mix) — 4:07

Casete
1. «I Wanna Sex You Up» (master mix)
2. «I Wanna Sex You Up» (smoothed out mix)
3. «I Wanna Sex You Up» (master mix)
4. «I Wanna Sex You Up» (smoothed out mix)

## Personnel
- Coproductor : Howie Tee , Spyderman
- Ingeniero : Angela Piva, Warren Woods
- Mastered by Eddy Schreyer
- Mezcla Dr. Freeze, Howie Tee
- Productor : Dr. Freeze

## Posiciones
| Listas (1991)                                     | Mejor posiciones |
| ------------------------------------------------- | ---------------- |
| Australian ARIA Singles Chart                     | 4                |
| Austrian Singles Chart                            | 11               |
| Canadian Singles Chart                            | 20               |
| Dutch Top 40                                      | 2                |
| French SNEP Singles Chart                         | 20               |
| German Singles Chart                              | 4                |
| Irish Singles Chart                               | 9                |
| New Zealand RIANZ Singles Chart                   | 1                |
| Norwegian Singles Chart                           | 5                |
| Swedish Singles Chart                             | 5                |
| Swiss Singles Chart                               | 7                |
| UK Singles Chart                                  | 1                |
| U.S. Billboard Hot 100                            | 2                |
| U.S. Billboard Hot Dance Music/Maxi-Singles Sales | 1                |
| U.S. Billboard Hot R&B Songs                      | 1                |

| Fin de año (1991)        | Posiciones |
| ------------------------ | ---------- |
| Australian Singles Chart | 21         |
| Dutch Top 40             | 18         |
| U.S. Billboard Hot 100   | 2          |

| País | Certificaciones | Fecha               | Ventas     |
| ---- | --------------- | ------------------- | ---------- |
| UK   | Silver          | 1 de junio de 1991  | 200,000    |
| U.S. | 2x Platinum     | 27 de junio de 1991 | 2,000,000+ |